# クリス・ムーン
クリス・ムーン（英: Chris Moon、1962年5月5日 - ）は、イギリスの社会運動家、マラソン選手、エッセイストでNGOのメンバー。地雷の廃絶を世界に訴えている。

## 経歴
クリス・ムーンは1965年5月5日にイギリスのウィルトシャー州のネザーハンプトンで生まれた｡
農業大学に進学するが、農業には従事せずに、イギリスのローヤル･アーミイの士官候補生課程に入隊して、少尉に任官される。
5年間の軍隊経験のあと、金融関係の職に就くが1993年に地雷撤去活動を行っているNGOヘイロー・トラスト(危険地域人命支援組織)に参加する。
1993年の春からカンボジアで1年8ヶ月、現地の地雷除去員の指導をした後、地雷事故の調査をするためにモザンビークヘ移るも1995年3月7日、地雷撤去活動中に安全地帯の中に存在していた地雷に触雷し、南アフリカの病院で五回の手術の後に命は助かったものの、右手・右足を失う。
2ヶ月目に退院し、ロンドン大学大学院に進学して修士号を取得した。
事故後1年でロンドンマラソン(初のフルマラソン)に参加し、5時間29分で完走する。これはカンボジアの地雷犠牲者支援のためのチャリティーランとして行われた。
その後､地雷会議の開かれていたノルウェーのオスロでフルマラソンの自己新記録を樹立､さらにアイルランドのダブリンのフルマラソンで5時間の壁を破る｡1996年8月にAlisonと結婚した。1998年2月7日、長野オリンピックで最終聖火ランナーとして開会式に出場した。
また、2001年の第三回長野オリンピック記念長野マラソンにも出場し、4時間42分27秒のタイムを叩き出している。
2012年にはアメリカのカリフォルニア州で開かれた135 mile Badwater runに参加している。